# Akkosaari (ö i Norra Savolax, Norra Savolax, lat 63,59, long 26,96)
Akkosaari är en ö i Finland. Den ligger i sjön Haapajärvi och i kommunen Idensalmi i den ekonomiska regionen  Övre Savolax   och landskapet Norra Savolax, i den centrala delen av landet, 400 km norr om huvudstaden Helsingfors. Öns area är 0,7 hektar och dess största längd är 100 meter i sydöst-nordvästlig riktning.